# Lengyel-szakadék
A Lengyel-szakadék a Duna–Ipoly Nemzeti Parkban lévő Gerecse hegységben, a Gerecsei Tájvédelmi Körzetben található látványos bejáratú barlang. Denevérek is előfordulnak járataiban.

## Leírás
A Gerecse déli peremén, Tatabánya külterületén, a Kő-hegy fennsíkjának kelet–délkeleti részén lévő Lengyel-barlangtól kb. 30 m-re van korláttal körülkerített és függőleges tengelyirányú bejárata. Sík terepen, erdőben helyezkedik el a természetes jellegű és szabálytalan alakú 7,5×3,5 m-es bejárat.
Szakadékszerű bejárati aknájának szélessége 3,5 m és hosszúsága 7 m. Alját szálkő talp alkotja 17,5 m mélységben. Az akna 14,5 m mélységében rövid átjáró indul a 7,5 m mély Fehér-akna tetejére. Az ennek talpáról induló szűk és zegzugos, kis letörésekkel lépcsőzetesen lefelé vezető járat a Zászló-kürtő alsó részébe érkezik. A kürtő 12 m magas és felül van egy rövid oldaljárata. Itt szép cseppkőképződmények figyelhetők meg. A kürtő aljáról vízszintesen induló 0,6–1,2 m széles, átlagosan 0,8 m magas, többször is irányt váltó járat 17 m után szűkületben ér véget.
A barlang felső triász vastagpados dachsteini mészkő ÉK–DNy, ÉNy–DK és K–Ny irányú törésvonalai mentén valószínűleg karsztvízszint alatti oldódással keletkezett. Homokos-kavicsos kitöltése alapján később víznyelőként is működhetett rövid ideig. Levegőjének hőmérséklete átlagosan 7 °C körüli, de még alsó részében is 4–9 °C között változik. Ez a téli időszakban létrejövő rendkívül erőteljes behúzó légáramlás miatt van. A levegő szén-dioxid tartalma nyáron és ősszel megközelíti az 5 tf %-ot. Nagyobb csapadék esetén erőteljes csepegések és csorgások indulnak el. A Zászlós-kürtő alján és a végponti járatban nagyobb pocsolyák is keletkeznek.
A Gerecse Barlangkutató és Természetvédő Egyesület végzett a Lengyel-szakadékban denevér-megfigyeléseket, amelyek során 2 denevérfaj; kis patkósdenevér és horgasszőrű denevér jelenlétét állapították meg a csoporttagok. Az észlelési adatok és a néha fellelhető friss ürülék alapján kis faj- és egyedszámú alkalmi téli denevér-szálláshelynek tekinthető.
1979-ben volt először Lengyel-szakadéknak nevezve a barlang az irodalmában. A lengyel szó a közelében lévő Lengyel-barlang miatt került nevébe. Előfordul a barlang az irodalmában II.sz. akna (Lendvay 1979), Lengyel-barlang II.sz. aknája (Juhász 2007), A Lengyel-barlang II.sz aknája (Lendvay 1979), Lengyel-barlang II.sz.aknája (Székely 1994) és Szakadék-barlang (Lendvay 1979) neveken is.

## Kutatástörténet
A Karszt- és Barlangkutatási Tájékoztató 1961. évi évfolyamában megjelent, Bathó Norbert által írt tanulmányban szerepel a Lengyel-szakadék Lendvay Ákos 1979-es kézirata szerint. A tanulmányban az van publikálva, hogy a Lengyel-barlang egyik eltömődött járatának iránya rámutat a közelben lévő II. sz. beomlott aknára, amit a nyolcadik szint felfedezése előtt már a barlang második bejárati aknájának tartottak. Ezt a feltevést az is igazolta, hogy a nyolcadik szinten jelenik meg az erős agyageltömődés és ezen a szinten találtak állati csontokat az agyagban. A Karszt- és Barlangkutatási Tájékoztató 1967. évi évfolyamában napvilágot látott, Lendvay Ákos által írt publikáció szerint a Lengyel-barlang bejárata közelében van két másik kutatóhely az I. és II. számú akna. Az I. akna a Lengyel-barlangtól 80 m-re, a II. akna 170 m-re helyezkedik el. Mindkettő nagyon omladékos, veszélyes munkahely, de a Lengyel-barlang levegőcseréje szempontjából nagyon fontos 2. esetleg 3. bejáratot valószínűleg ezekből az aknákból lehet feltárni.
Az 1974. évi Karszt- és Barlangkutatási Tájékoztatóban megjelent közleményben az van írva, hogy a Fényes Elek Barlangkutató Csoport 1974. április 8-tól 14-ig a Lengyel-barlang környékén dolgozott. (A Lendvay Ákos által 1979-ben írt kéziratban meg van említve, hogy a publikációnak ez a része a Lengyel-szakadékra vonatkozik.) Az MKBT Beszámoló 1975 első félévi kötetében kiadott csoportjelentés szerint a Fényes Elek Barlangkutató Szakosztály 1974-ben bontotta a Lengyel-barlang 1. és 2. számú aknáit, de az omladék között csak 2–3 m-rel sikerült mélyebbre jutniuk a szakosztály tagjainak.

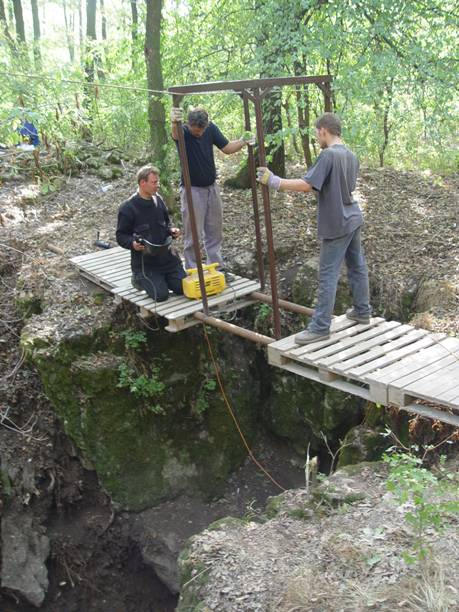
A Lengyel-szakadék 2004. évi kutatásának egyik pillanata

A Kőbányai Barlangkutató és Hegymászó Szakosztály 1979. évi jelentésében az olvasható, hogy a Lengyel-barlang közelében, egy kb. 100 m átmérőjű körben még további két barlang található, a Nyári-barlang és a Lengyel-szakadék. A 4630/23 barlangkataszteri számú Lengyel-szakadék a Lengyel-barlangtól D-re kb. 30 m-re helyezkedik el. 7–8 m hosszú, 4–5 m széles és 2,5 m magas barlangterem felszakadás. Az aljára hullott köveket a szakosztály nagyrészt kitermelte. 1973 körül lehet, hogy mások is dolgoztak a barlangban. A Ny-i oldalán lefelé menő kürtőt két hatalmas sziklatömb torlaszolta el, amelyek mögé bontással jutottak a szakosztály barlangkutatói. 4–5 m hosszúságig bontottak ki a tagok egy hasadékot, amely folytatódik. Biztató feltáró kutatás szempontjából. Bathó Norbert és Lendvay Ákos II.sz. akna néven is nevezték. A barlang további elnevezései A Lengyel-barlang II.sz aknája és Szakadék-barlang (Lendvay 1965).
Az 1980. évi MKBT Beszámolóban publikálva lett egy térkép, amelyen a Gerecse hegységben található 4630-as barlangkataszteri egység egy része van bemutatva. A Lendvay Ákos által 1981-ben készített térképen látható a 23-as számmal jelölt Lengyel-szakadék földrajzi elhelyezkedése. Az 1981. évi Karszt és Barlang 1–2. félévi számában nyilvánosságra lett hozva, hogy a Lengyel-szakadéknak 4630/23. a barlangkataszteri száma. Az 1984-ben kiadott, Magyarország barlangjai című könyv országos barlanglistájában szerepel a Gerecse hegység barlangjai között a 4630/23 barlangkataszteri számú barlang Lengyel-szakadék néven. A listához kapcsolódóan látható a Dunazug-hegység barlangjainak földrajzi elhelyezkedését bemutató 1:500 000-es méretarányú térképen a barlang földrajzi elhelyezkedése. Az 1986. január 25-i barlangbejáráskor a Vértes László Karszt- és Barlangkutató Csoport megállapította, hogy nincs benne denevér. 1987 áprilisában a csoport kutató táborozást tartott a barlangnál, de jelentős eredmény nélkül.
A Vértes László Karszt- és Barlangkutató Csoportnak volt 1990-ben kutatási engedélye a Lengyel-szakadék kutatásához. 1992-ben a Gerecse Barlangkutató Egyesület a beszakadás környezetéből kétszer gyűjtött össze és hordott el szemetet. A beszakadásban új bontás nyomait vette észre. Valakik a mélypont omladékából nagy mennyiségű kőtörmeléket vittek fel magasabbra. Szegedi László és Polacsek Zsolt 1991-ben felmérték a barlangot, majd Polacsek Zsolt a felmérés adatainak felhasználásával megszerkesztette a barlang alaprajz térképét és hosszmetszet térképét, amelyek 1:100 méretarányban mutatják be a barlangot.
A Tatabányai Barlangkutató Egyesület 1991. évi évkönyvében az van írva, hogy a Lengyel-barlang környezetében 5 felszíni karsztjelenség, karsztos mélyedés van, amelyek közül fejlettség szempontjából legjelentősebb a Lengyel-szakadék. A Lengyel-szakadék valószínűleg már az ősidők óta ismert szakadéktöbör. Kb. 10 m hosszú, 4–5 m széles és 6 m mély. Alakja kis tektonikus preformáció következtében megnyúlt. Függőleges falain jól látható a kőzet rétegzettsége. A Lengyel-barlang genetikájával valószínűleg azonos a Lengyel-szakadék genetikája, de az is elképzelhető, hogy jelenlegi aktivitásával a rendszerre nyel.

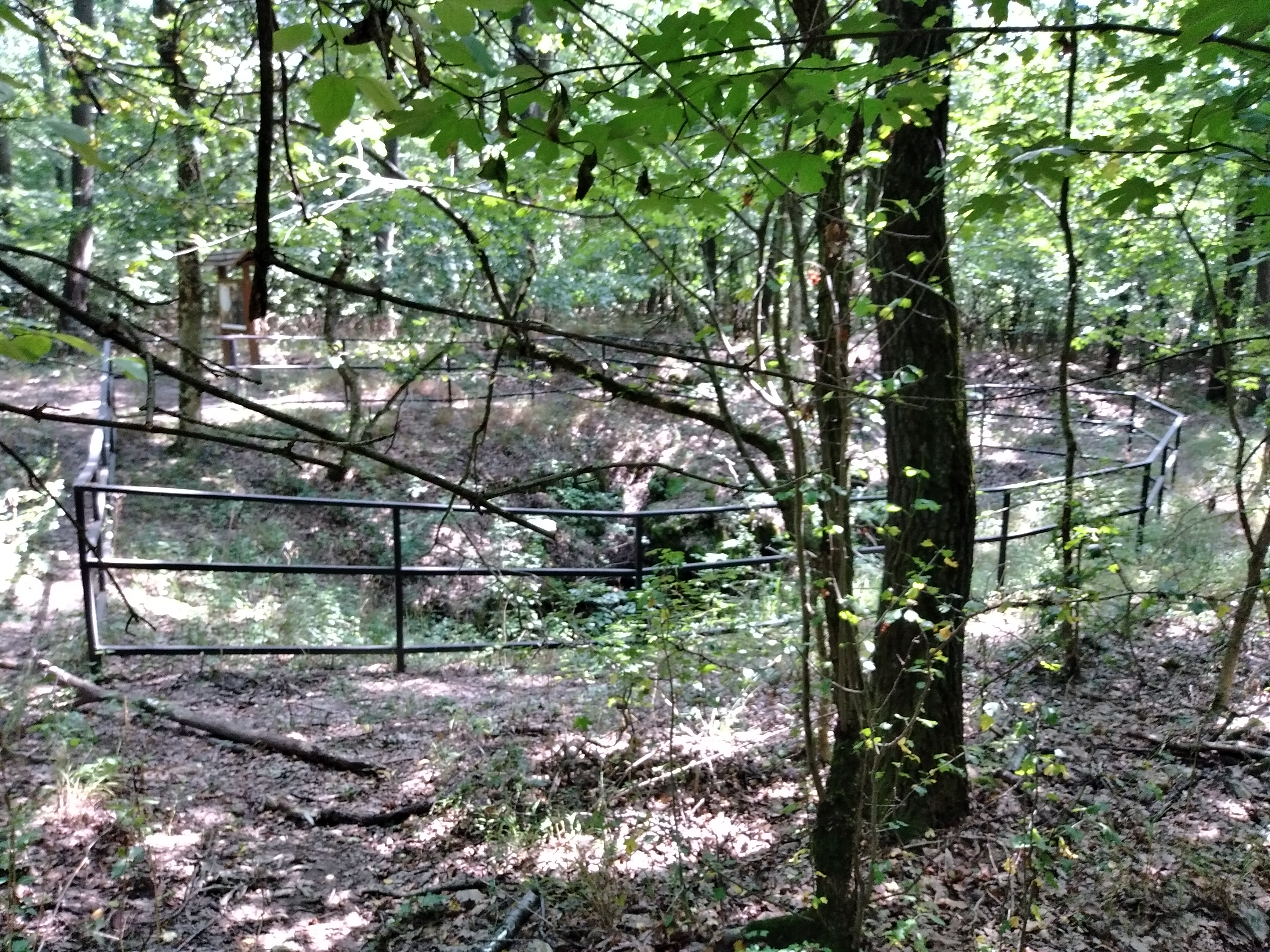
A Lengyel-szakadék bejárata

Vízgyűjtő területe kicsi, kb. 50 m². A jelenlegi töbör fenékszint egy felszínig harapódzott terem beomlásával alakult ki. Feltáró kutatása bíztató. A beomlott terem hatalmas tömbjei között valószínűleg kis munkával be lehetne jutni a rendszerbe. Kitöltése, mely hatalmas kőtömbökből és behordott erdei talajból áll, a mélyebb szinteken jelentős csontleleteket tartalmazhat. Környezete jelentős fedettkarsztos térszín. Mélypontján a kövek között még kb. 2 m-t lehet lejjebb menni. A Március-barlang a Lengyel-szakadék rányelőjeként jött létre a Lengyel-szakadék keletkezése után. Vendégh Árpád szóbeli közlése alapján az 1970-es években kb. 10 m mélységig volt járható. Az évkönyvbe bekerült a két 1991-ben rajzolt térkép.
Az 1994. évi Limesben közölt, Juhász Márton által írt tanulmányban az olvasható, hogy 1987-ben a Vértes László Karszt- és Barlangkutató Csoport nem végzett jelentős kutató munkát, csak az április 3-tól április 12-ig tartott táborozáskor történtek kis bontások a Lengyel-szakadékban és a Veres-hegyi-barlangban. Az 1994. évi Limesben lévő, Székely Kinga által írt tanulmányban az olvasható, hogy a 4630/23 barlangkataszteri számú Lengyel-szakadék további nevei Lengyel-barlang II.sz.aknája és Szakadék-barlang. Bertalan Károly barlangleltárában nem szerepel az üreg. A Barlangtani Intézetben a barlangnak nincs kataszteri törzslapja és irodalmi törzslapja, de térképe, fényképe és kutatási törzslapja van.
A 2001. január 28-i, a 2001. június 23-i, a 2002. június 23-i, a 2002. december 29-i, a 2003. január 28-i, a 2003. április 27-i, a 2003. július 30-i, a 2003. szeptember 13-i, a 2003. október 24-i és a 2003. december 30-i barlangbejárásokkor a Gerecse Barlangkutató és Természetvédő Egyesület megfigyelte, hogy nincs a barlangban denevér.
A Juhász Márton által írt, 2007-ben megjelent publikációban az olvasható, hogy a Tatabányán lévő Lengyel-szakadék egyéb elnevezései Lengyel-barlang II.sz. aknája és Szakadék-barlang. Közhiteles barlangnyilvántartási száma 4630-23, UTM-kódja CT07D1. 62,5 m hosszú és 26 m mély. A barlangban a Gerecse Barlangkutató és Természetvédő Egyesület 1986 és 2003. július között 18 téli, 6 tavaszi, 13 nyári és 6 őszi (összesen 43) denevér-megfigyelést végzett, amelyek közül egyik sem volt pozitív. Az ellenőrzések 2003 szeptemberétől havonta történtek. Ekkor a 10 téli, 10 tavaszi, 9 nyári és 11 őszi (összesen 40) ellenőrzés közül 4 téli, 2 tavaszi és 2 őszi (összesen 8) volt eredményes.
| Dátum              | Rhin. hip. | Myo. nat. | Indet sp. |
| ------------------ | ---------- | --------- | --------- |
| 2004. február 1.   | 1          | –         | –         |
| 2004. március 13.  | –          | 2         | –         |
| 2004. november 28. | –          | 1         | –         |
| 2005. január 9.    | –          | –         | 1         |
| 2005. március 13.  | –          | –         | 1         |
| 2005. december 31. | 1          | –         | –         |
| 2006. január 22.   | 1          | –         | –         |
| 2006. október 23.  | 1          | –         | –         |

A Gerecse Barlangkutató és Természetvédő Egyesület által a Zászlós-kürtő aljáról gyűjtött üledékminták iszapolási maradéka tartalmazott kevés csontot is. Az anyagból Kordos László jelzett fajra nem határozott holocén denevérmaradványokat is. A barlang nyitott és szabadon látogatható, ennek ellenére, jellegéből adódóan nem veszélyezteti számottevő emberi zavarás. Beavatkozás, védelmi intézkedés jelenleg nem szükséges. A barlangban végzett denevér-megfigyelésekkel kapcsolatos irodalom Juhász Márton 3 kéziratából és Kordos László 1 kéziratából áll.

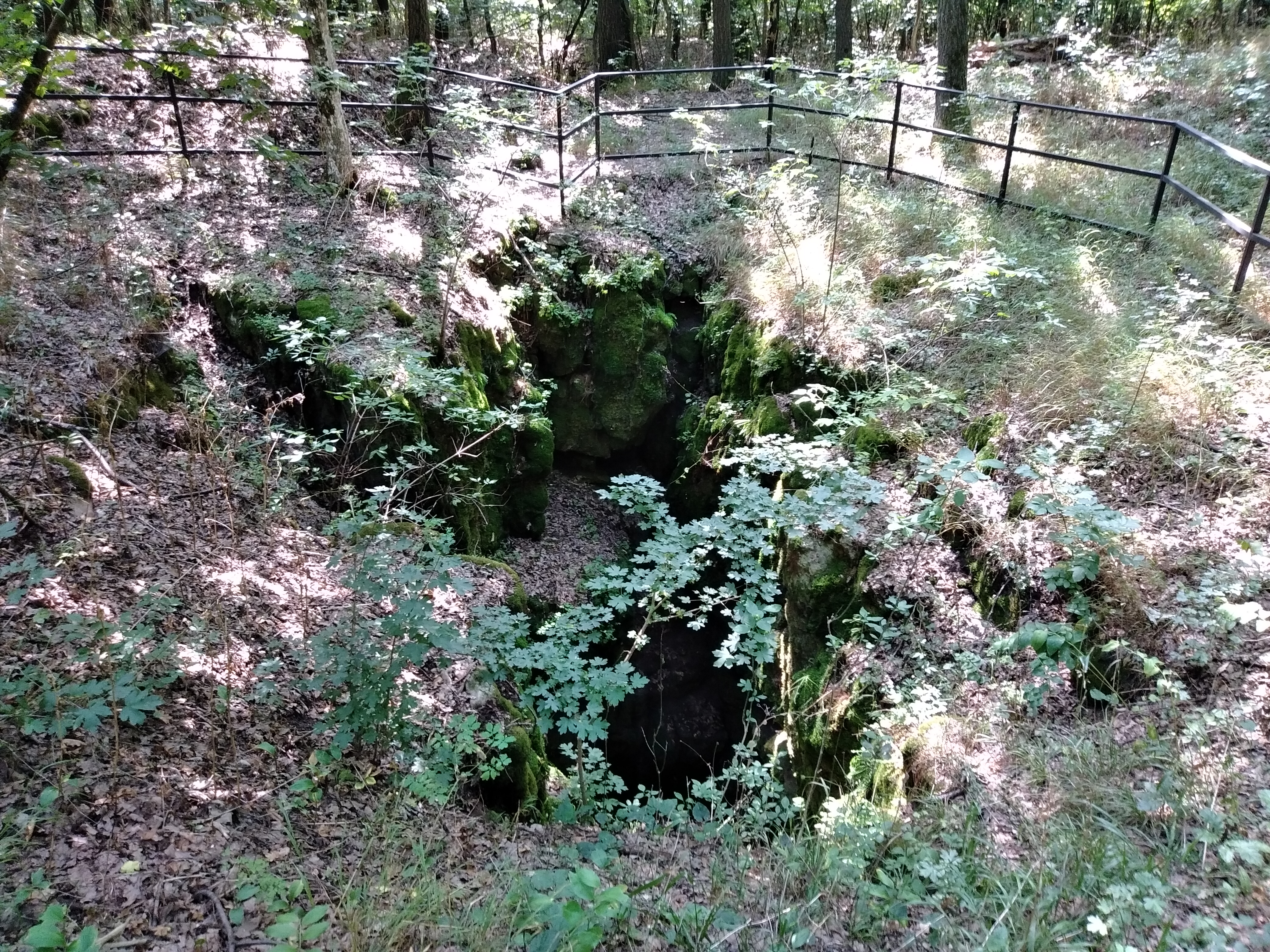
A Lengyel-szakadék bejárata

2009. július 13-án, a Magyar Karszt- és Barlangkutató Társulat szakmai tanulmányútjának résztvevői felkerestek néhány ígéretes objektumot a Gerecse Barlangkutató és Természetvédő Egyesület kutatási területén. Ekkor a résztvevők megtekintették a Lengyel-szakadék látványos bejárati aknáját. 2015-ben a Polacsek Zsolt által vezetett csoport nem végzett feltáró munkát a barlangban, de a Duna–Ipoly Nemzeti Park KEOP projektjén belül a csoport a barlangbejárat köré korlátot épített és belétrázta a barlang egy részét. A munkálatok befejezésekor a barlang alkalmas lett további kutatásra, de néha itt is jelentős szén-dioxid feldúsulás figyelhető meg. A 2015. évi MKBT Tájékoztatóban publikált, Juhász Mártonról szóló nekrológban meg van említve a barlang, amely Juhász Márton nélkül nem lett volna feltárva.
A 2018. évi Tatabányai barlangkutatás című munkában az olvasható, hogy a Polacsek Zsolt által vezetett csapatnak volt kutatási engedélye a barlang kutatásához, de az elmúlt években csak dokumentációs munkát végzett benne a csapat. Télen, 0 °C alatti külső léghőmérsékletnél a Lengyel-barlangba a Lengyel-szakadék kúszójárata felől friss, a szakadék aknáján át leáramló hideg levegő érkezik, melynek belépési pontja a 35 m mélyen lévő Medúza a Lengyel-barlangban. 2011 telén a Gerecse Barlangkutató és Természetvédő Egyesület tagjai füstöt hoztak létre a Lengyel-szakadék alján és megállapították, hogy a füst 15 perc múlva a Lengyel-barlang Medúza nevű helyén érzékelhető volt. A kéziratban látható egy színes fénykép, amelyen a barlangbejáratnak és környékének egy része látható. Az összeállításba bekerült egy térképrészlet, amelyen jelölve van a barlang helye.

## Denevér-megfigyelések
| \| Dátum \| Rhin. hip. \| Myo. nat. \| Myo. myo. \| Myo. dau. \| Myo. bech. \| Ple. aus. \| Bar. bar. \| Indet sp. \| \| -------------------- \| ---------- \| --------- \| --------- \| --------- \| ---------- \| --------- \| --------- \| --------- \| \| 1986. január 25. \| – \| – \| – \| – \| – \| – \| – \| – \| \| 2001. január 28. \| – \| – \| – \| – \| – \| – \| – \| – \| \| 2001. június 23. \| – \| – \| – \| – \| – \| – \| – \| – \| \| 2002. június 23. \| – \| – \| – \| – \| – \| – \| – \| – \| \| 2002. december 29. \| – \| – \| – \| – \| – \| – \| – \| – \| \| 2003. január 28. \| – \| – \| – \| – \| – \| – \| – \| – \| \| 2003. április 27. \| – \| – \| – \| – \| – \| – \| – \| – \| \| 2003. július 30. \| – \| – \| – \| – \| – \| – \| – \| – \| \| 2003. szeptember 13. \| – \| – \| – \| – \| – \| – \| – \| – \| \| 2003. október 24. \| – \| – \| – \| – \| – \| – \| – \| – \| \| 2003. december 30. \| – \| – \| – \| – \| – \| – \| – \| – \| \| 2004. január 2. \| – \| – \| – \| – \| – \| – \| – \| – \| \| 2004. február 1. \| 1 \| – \| – \| – \| – \| – \| – \| – \| \| 2004. március 13. \| – \| 2 \| – \| – \| – \| – \| – \| – \| \| 2004. április 8. \| – \| – \| – \| – \| – \| – \| – \| – \| \| 2004. május 25. \| – \| – \| – \| – \| – \| – \| – \| – \| \| 2004. június 29. \| – \| – \| – \| – \| – \| – \| – \| – \| \| 2004. július 24. \| – \| – \| – \| – \| – \| – \| – \| – \| \| 2004. augusztus 29. \| – \| – \| – \| – \| – \| – \| – \| – \| \| 2004. szeptember 25. \| – \| – \| – \| – \| – \| – \| – \| – \| \| 2004. október 23. \| – \| – \| – \| – \| – \| – \| – \| – \| \| 2004. november 28. \| – \| 1 \| – \| – \| – \| – \| – \| – \| \| 2004. december 22. \| – \| – \| – \| – \| – \| – \| – \| – \| \| 2005. január 9. \| – \| – \| – \| – \| – \| – \| – \| 1 \| \| 2005. március 13. \| – \| – \| – \| – \| – \| – \| – \| 1 \| \| 2005. december 31. \| 1 \| – \| – \| – \| – \| – \| – \| – \| \| 2006. január 22. \| 1 \| – \| – \| – \| – \| – \| – \| – \| \| 2006. február 25. \| – \| – \| – \| – \| – \| – \| – \| – \| \| 2006. március 28. \| – \| – \| – \| – \| – \| – \| – \| – \| \| 2006. április 30. \| – \| – \| – \| – \| – \| – \| – \| – \| \| 2006. május 26. \| – \| – \| – \| – \| – \| – \| – \| – \| \| 2006. június 30. \| – \| – \| – \| – \| – \| – \| – \| – \| \| 2006. július 30. \| – \| – \| – \| – \| – \| – \| – \| – \| \| 2006. augusztus 26. \| – \| – \| – \| – \| – \| – \| – \| – \| \| 2006. szeptember 30. \| – \| – \| – \| – \| – \| – \| – \| – \| \| 2006. október 23. \| 1 \| – \| – \| – \| – \| – \| – \| – \| \| 2006. november 25. \| – \| – \| – \| – \| – \| – \| – \| – \| \| 2006. december 23. \| – \| – \| – \| – \| – \| – \| – \| – \| \| 2008. február 2. \| – \| – \| 1 \| 4 \| 2 \| – \| – \| – \| \| 2008. február 24. \| – \| – \| – \| – \| – \| 1 \| – \| – \| \| 2008. március 30. \| – \| – \| 1 \| – \| 2 \| – \| – \| – \| \| 2008. április 27. \| – \| – \| – \| – \| – \| – \| – \| – \| \| 2008. május 25. \| – \| – \| – \| – \| – \| – \| – \| – \| \| 2008. június 28. \| – \| – \| – \| – \| – \| – \| – \| – \| \| 2008. július 27. \| – \| – \| – \| – \| – \| – \| – \| – \| \| 2008. augusztus 30. \| – \| – \| – \| – \| – \| – \| – \| – \| \| 2008. szeptember 28. \| – \| – \| – \| – \| – \| – \| – \| 1 \| \| 2008. október 24. \| – \| – \| – \| – \| – \| – \| – \| 2 tetem \| \| 2008. november 29. \| – \| – \| – \| – \| – \| – \| – \| – \| \| 2008. december 27. \| – \| – \| – \| – \| – \| – \| – \| – \| \| 2009. január 31. \| – \| 1 \| – \| – \| – \| – \| – \| – \| \| 2009. február 27. \| – \| 1 \| – \| – \| – \| – \| – \| – \| \| 2009. március 28. \| – \| – \| – \| – \| – \| – \| – \| – \| \| 2009. április 29. \| – \| – \| – \| – \| – \| – \| – \| – \| \| 2009. május 31. \| – \| – \| – \| – \| – \| – \| – \| 1 \| \| 2009. június 28. \| – \| – \| – \| – \| – \| – \| – \| – \| \| 2009. július 31. \| – \| – \| – \| – \| – \| – \| – \| – \| \| 2009. augusztus 30. \| – \| – \| – \| – \| – \| – \| – \| – \| \| 2009. szeptember 26. \| – \| – \| – \| – \| – \| – \| – \| – \| \| 2009. október 31. \| – \| – \| – \| – \| – \| – \| – \| 1 \| \| 2009. november 28. \| – \| – \| – \| – \| – \| – \| – \| – \| \| 2009. december 30. \| – \| 1 \| – \| – \| 1 \| – \| – \| – \| \| 2010. január 30. \| – \| 1 \| – \| – \| 1 \| – \| 1 \| – \| \| 2010. február 27. \| – \| 1 \| – \| – \| – \| – \| – \| 1 \| \| 2010. március 28. \| – \| – \| – \| – \| – \| – \| – \| – \| \| 2010. április 25. \| – \| – \| – \| – \| – \| – \| – \| – \| \| 2010. május 29. \| – \| – \| – \| – \| – \| – \| – \| – \| \| 2010. június 26. \| – \| – \| – \| – \| – \| – \| – \| – \| \| 2010. július 25. \| – \| – \| – \| – \| – \| – \| – \| – \| \| 2010. augusztus 29. \| – \| – \| – \| – \| – \| – \| – \| 1 \| \| 2010. szeptember 26. \| – \| – \| – \| – \| – \| – \| – \| – \| \| 2010. október 31. \| – \| – \| – \| – \| – \| – \| – \| 1 \| \| 2010. november 30. \| – \| – \| – \| – \| – \| – \| – \| – \| \| 2010. december 30. \| – \| – \| 2 \| – \| – \| – \| – \| – \| \| 2011. január 30. \| 1 \| – \| 2 \| – \| – \| – \| – \| – \| \| 2011. február 26. \| 1 \| – \| 2 \| – \| – \| – \| – \| – \| \| 2011. március 27. \| – \| – \| 2 \| – \| – \| – \| – \| – \| \| 2011. április 29. \| – \| – \| – \| – \| – \| – \| – \| – \| \| 2011. május 27. \| – \| – \| – \| – \| – \| – \| – \| – \| \| 2011. június 30. \| – \| – \| – \| – \| – \| – \| – \| – \| \| 2011. július 30. \| – \| – \| – \| – \| – \| – \| – \| – \| \| 2011. augusztus 30. \| – \| – \| – \| – \| – \| – \| – \| – \| \| 2011. szeptember 29. \| – \| – \| – \| – \| – \| – \| – \| – \| \| 2011. október 29. \| – \| – \| – \| – \| – \| – \| – \| – \| \| 2011. november 28. \| 2 \| – \| – \| – \| – \| – \| – \| – \| \| 2011. december 31. \| 2 \| – \| 1 \| – \| – \| – \| – \| – \| \| 2012. január 27. \| 1 \| – \| 1 \| – \| – \| – \| – \| – \| \| 2012. február 26. \| – \| – \| – \| – \| – \| – \| – \| – \| \| 2012. március 29. \| – \| – \| – \| – \| – \| – \| – \| – \| \| 2012. április 28. \| 2 \| – \| – \| – \| – \| – \| – \| – \| \| 2012. május 27. \| 1 \| – \| – \| – \| – \| – \| – \| – \| \| 2012. június 30. \| – \| – \| – \| – \| – \| – \| – \| – \| \| 2012. július 29. \| – \| – \| – \| – \| – \| – \| – \| – \| \| 2012. augusztus 26. \| – \| – \| – \| – \| – \| – \| – \| – \| \| 2012. szeptember 29. \| – \| – \| – \| – \| – \| – \| – \| – \| \| 2012. október 28. \| – \| – \| – \| – \| – \| – \| – \| – \| \| 2012. november 25. \| – \| – \| – \| – \| – \| – \| – \| – \| \| 2012. december 29. \| 2 \| – \| – \| – \| – \| – \| – \| – \| \| 2013. január 2. \| – \| – \| – \| – \| – \| – \| – \| – \| \| 2013. március 3. \| – \| – \| – \| – \| – \| – \| – \| 1 tetem \| \| 2013. március 31. \| – \| – \| – \| – \| – \| – \| – \| – \| \| 2013. június 29. \| – \| – \| – \| – \| – \| – \| – \| – \| \| 2013. szeptember 29. \| – \| – \| – \| – \| – \| – \| – \| – \| \| 2013. október 27. \| – \| – \| – \| – \| – \| – \| – \| – \| \| 2014. február 9. \| – \| – \| 2 \| – \| – \| – \| – \| – \| \| 2014. február 15. \| – \| – \| – \| – \| – \| – \| – \| – \| \| 2014. július 1. \| – \| – \| – \| – \| – \| – \| – \| – \| |            |           |           |           |            |           |           |           |
| Dátum | Rhin. hip. | Myo. nat. | Myo. myo. | Myo. dau. | Myo. bech. | Ple. aus. | Bar. bar. | Indet sp. |
| 1986. január 25. | –          | –         | –         | –         | –          | –         | –         | –         |
| 2001. január 28. | –          | –         | –         | –         | –          | –         | –         | –         |
| 2001. június 23. | –          | –         | –         | –         | –          | –         | –         | –         |
| 2002. június 23. | –          | –         | –         | –         | –          | –         | –         | –         |
| 2002. december 29. | –          | –         | –         | –         | –          | –         | –         | –         |
| 2003. január 28. | –          | –         | –         | –         | –          | –         | –         | –         |
| 2003. április 27. | –          | –         | –         | –         | –          | –         | –         | –         |
| 2003. július 30. | –          | –         | –         | –         | –          | –         | –         | –         |
| 2003. szeptember 13. | –          | –         | –         | –         | –          | –         | –         | –         |
| 2003. október 24. | –          | –         | –         | –         | –          | –         | –         | –         |
| 2003. december 30. | –          | –         | –         | –         | –          | –         | –         | –         |
| 2004. január 2. | –          | –         | –         | –         | –          | –         | –         | –         |
| 2004. február 1. | 1          | –         | –         | –         | –          | –         | –         | –         |
| 2004. március 13. | –          | 2         | –         | –         | –          | –         | –         | –         |
| 2004. április 8. | –          | –         | –         | –         | –          | –         | –         | –         |
| 2004. május 25. | –          | –         | –         | –         | –          | –         | –         | –         |
| 2004. június 29. | –          | –         | –         | –         | –          | –         | –         | –         |
| 2004. július 24. | –          | –         | –         | –         | –          | –         | –         | –         |
| 2004. augusztus 29. | –          | –         | –         | –         | –          | –         | –         | –         |
| 2004. szeptember 25. | –          | –         | –         | –         | –          | –         | –         | –         |
| 2004. október 23. | –          | –         | –         | –         | –          | –         | –         | –         |
| 2004. november 28. | –          | 1         | –         | –         | –          | –         | –         | –         |
| 2004. december 22. | –          | –         | –         | –         | –          | –         | –         | –         |
| 2005. január 9. | –          | –         | –         | –         | –          | –         | –         | 1         |
| 2005. március 13. | –          | –         | –         | –         | –          | –         | –         | 1         |
| 2005. december 31. | 1          | –         | –         | –         | –          | –         | –         | –         |
| 2006. január 22. | 1          | –         | –         | –         | –          | –         | –         | –         |
| 2006. február 25. | –          | –         | –         | –         | –          | –         | –         | –         |
| 2006. március 28. | –          | –         | –         | –         | –          | –         | –         | –         |
| 2006. április 30. | –          | –         | –         | –         | –          | –         | –         | –         |
| 2006. május 26. | –          | –         | –         | –         | –          | –         | –         | –         |
| 2006. június 30. | –          | –         | –         | –         | –          | –         | –         | –         |
| 2006. július 30. | –          | –         | –         | –         | –          | –         | –         | –         |
| 2006. augusztus 26. | –          | –         | –         | –         | –          | –         | –         | –         |
| 2006. szeptember 30. | –          | –         | –         | –         | –          | –         | –         | –         |
| 2006. október 23. | 1          | –         | –         | –         | –          | –         | –         | –         |
| 2006. november 25. | –          | –         | –         | –         | –          | –         | –         | –         |
| 2006. december 23. | –          | –         | –         | –         | –          | –         | –         | –         |
| 2008. február 2. | –          | –         | 1         | 4         | 2          | –         | –         | –         |
| 2008. február 24. | –          | –         | –         | –         | –          | 1         | –         | –         |
| 2008. március 30. | –          | –         | 1         | –         | 2          | –         | –         | –         |
| 2008. április 27. | –          | –         | –         | –         | –          | –         | –         | –         |
| 2008. május 25. | –          | –         | –         | –         | –          | –         | –         | –         |
| 2008. június 28. | –          | –         | –         | –         | –          | –         | –         | –         |
| 2008. július 27. | –          | –         | –         | –         | –          | –         | –         | –         |
| 2008. augusztus 30. | –          | –         | –         | –         | –          | –         | –         | –         |
| 2008. szeptember 28. | –          | –         | –         | –         | –          | –         | –         | 1         |
| 2008. október 24. | –          | –         | –         | –         | –          | –         | –         | 2 tetem   |
| 2008. november 29. | –          | –         | –         | –         | –          | –         | –         | –         |
| 2008. december 27. | –          | –         | –         | –         | –          | –         | –         | –         |
| 2009. január 31. | –          | 1         | –         | –         | –          | –         | –         | –         |
| 2009. február 27. | –          | 1         | –         | –         | –          | –         | –         | –         |
| 2009. március 28. | –          | –         | –         | –         | –          | –         | –         | –         |
| 2009. április 29. | –          | –         | –         | –         | –          | –         | –         | –         |
| 2009. május 31. | –          | –         | –         | –         | –          | –         | –         | 1         |
| 2009. június 28. | –          | –         | –         | –         | –          | –         | –         | –         |
| 2009. július 31. | –          | –         | –         | –         | –          | –         | –         | –         |
| 2009. augusztus 30. | –          | –         | –         | –         | –          | –         | –         | –         |
| 2009. szeptember 26. | –          | –         | –         | –         | –          | –         | –         | –         |
| 2009. október 31. | –          | –         | –         | –         | –          | –         | –         | 1         |
| 2009. november 28. | –          | –         | –         | –         | –          | –         | –         | –         |
| 2009. december 30. | –          | 1         | –         | –         | 1          | –         | –         | –         |
| 2010. január 30. | –          | 1         | –         | –         | 1          | –         | 1         | –         |
| 2010. február 27. | –          | 1         | –         | –         | –          | –         | –         | 1         |
| 2010. március 28. | –          | –         | –         | –         | –          | –         | –         | –         |
| 2010. április 25. | –          | –         | –         | –         | –          | –         | –         | –         |
| 2010. május 29. | –          | –         | –         | –         | –          | –         | –         | –         |
| 2010. június 26. | –          | –         | –         | –         | –          | –         | –         | –         |
| 2010. július 25. | –          | –         | –         | –         | –          | –         | –         | –         |
| 2010. augusztus 29. | –          | –         | –         | –         | –          | –         | –         | 1         |
| 2010. szeptember 26. | –          | –         | –         | –         | –          | –         | –         | –         |
| 2010. október 31. | –          | –         | –         | –         | –          | –         | –         | 1         |
| 2010. november 30. | –          | –         | –         | –         | –          | –         | –         | –         |
| 2010. december 30. | –          | –         | 2         | –         | –          | –         | –         | –         |
| 2011. január 30. | 1          | –         | 2         | –         | –          | –         | –         | –         |
| 2011. február 26. | 1          | –         | 2         | –         | –          | –         | –         | –         |
| 2011. március 27. | –          | –         | 2         | –         | –          | –         | –         | –         |
| 2011. április 29. | –          | –         | –         | –         | –          | –         | –         | –         |
| 2011. május 27. | –          | –         | –         | –         | –          | –         | –         | –         |
| 2011. június 30. | –          | –         | –         | –         | –          | –         | –         | –         |
| 2011. július 30. | –          | –         | –         | –         | –          | –         | –         | –         |
| 2011. augusztus 30. | –          | –         | –         | –         | –          | –         | –         | –         |
| 2011. szeptember 29. | –          | –         | –         | –         | –          | –         | –         | –         |
| 2011. október 29. | –          | –         | –         | –         | –          | –         | –         | –         |
| 2011. november 28. | 2          | –         | –         | –         | –          | –         | –         | –         |
| 2011. december 31. | 2          | –         | 1         | –         | –          | –         | –         | –         |
| 2012. január 27. | 1          | –         | 1         | –         | –          | –         | –         | –         |
| 2012. február 26. | –          | –         | –         | –         | –          | –         | –         | –         |
| 2012. március 29. | –          | –         | –         | –         | –          | –         | –         | –         |
| 2012. április 28. | 2          | –         | –         | –         | –          | –         | –         | –         |
| 2012. május 27. | 1          | –         | –         | –         | –          | –         | –         | –         |
| 2012. június 30. | –          | –         | –         | –         | –          | –         | –         | –         |
| 2012. július 29. | –          | –         | –         | –         | –          | –         | –         | –         |
| 2012. augusztus 26. | –          | –         | –         | –         | –          | –         | –         | –         |
| 2012. szeptember 29. | –          | –         | –         | –         | –          | –         | –         | –         |
| 2012. október 28. | –          | –         | –         | –         | –          | –         | –         | –         |
| 2012. november 25. | –          | –         | –         | –         | –          | –         | –         | –         |
| 2012. december 29. | 2          | –         | –         | –         | –          | –         | –         | –         |
| 2013. január 2. | –          | –         | –         | –         | –          | –         | –         | –         |
| 2013. március 3. | –          | –         | –         | –         | –          | –         | –         | 1 tetem   |
| 2013. március 31. | –          | –         | –         | –         | –          | –         | –         | –         |
| 2013. június 29. | –          | –         | –         | –         | –          | –         | –         | –         |
| 2013. szeptember 29. | –          | –         | –         | –         | –          | –         | –         | –         |
| 2013. október 27. | –          | –         | –         | –         | –          | –         | –         | –         |
| 2014. február 9. | –          | –         | 2         | –         | –          | –         | –         | –         |
| 2014. február 15. | –          | –         | –         | –         | –          | –         | –         | –         |
| 2014. július 1. | –          | –         | –         | –         | –          | –         | –         | –         |